# Hymenophyllum tunbrigense
Hymenophyllum tunbrigense là một loài thực vật có mạch trong họ Hymenophyllaceae. Loài này được (L.) Sm. miêu tả khoa học đầu tiên năm 1793.

## Hình ảnh

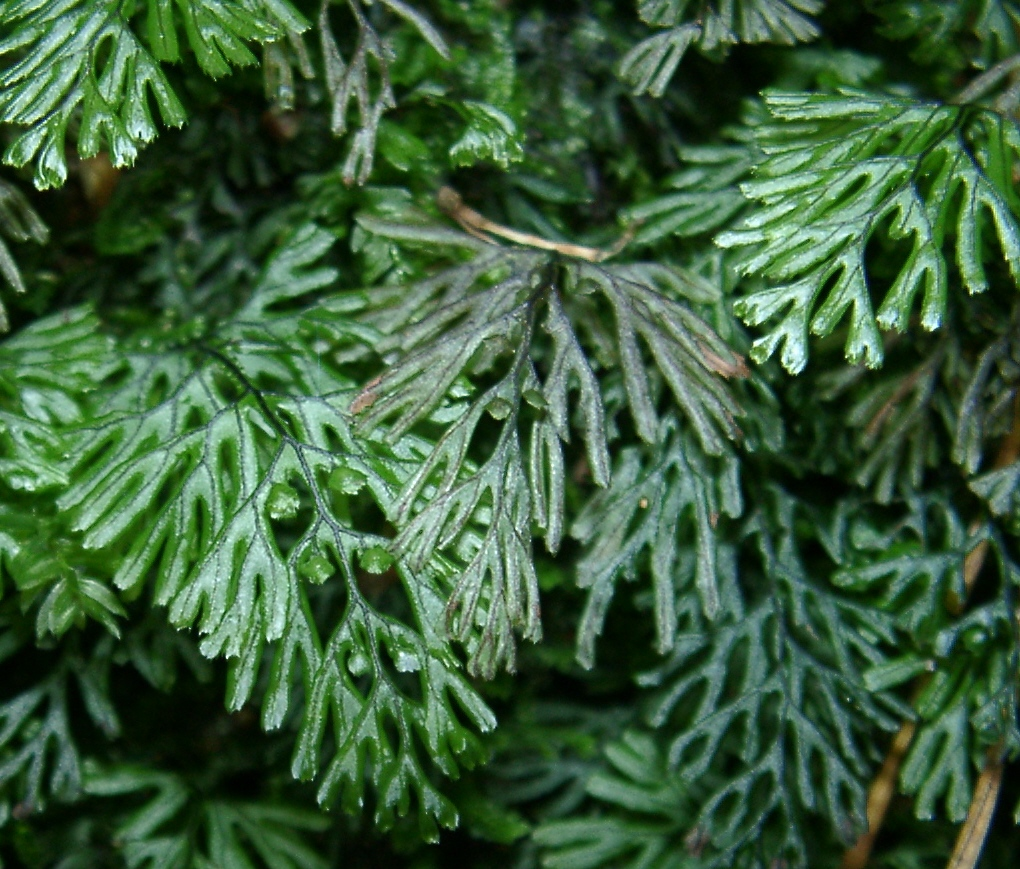
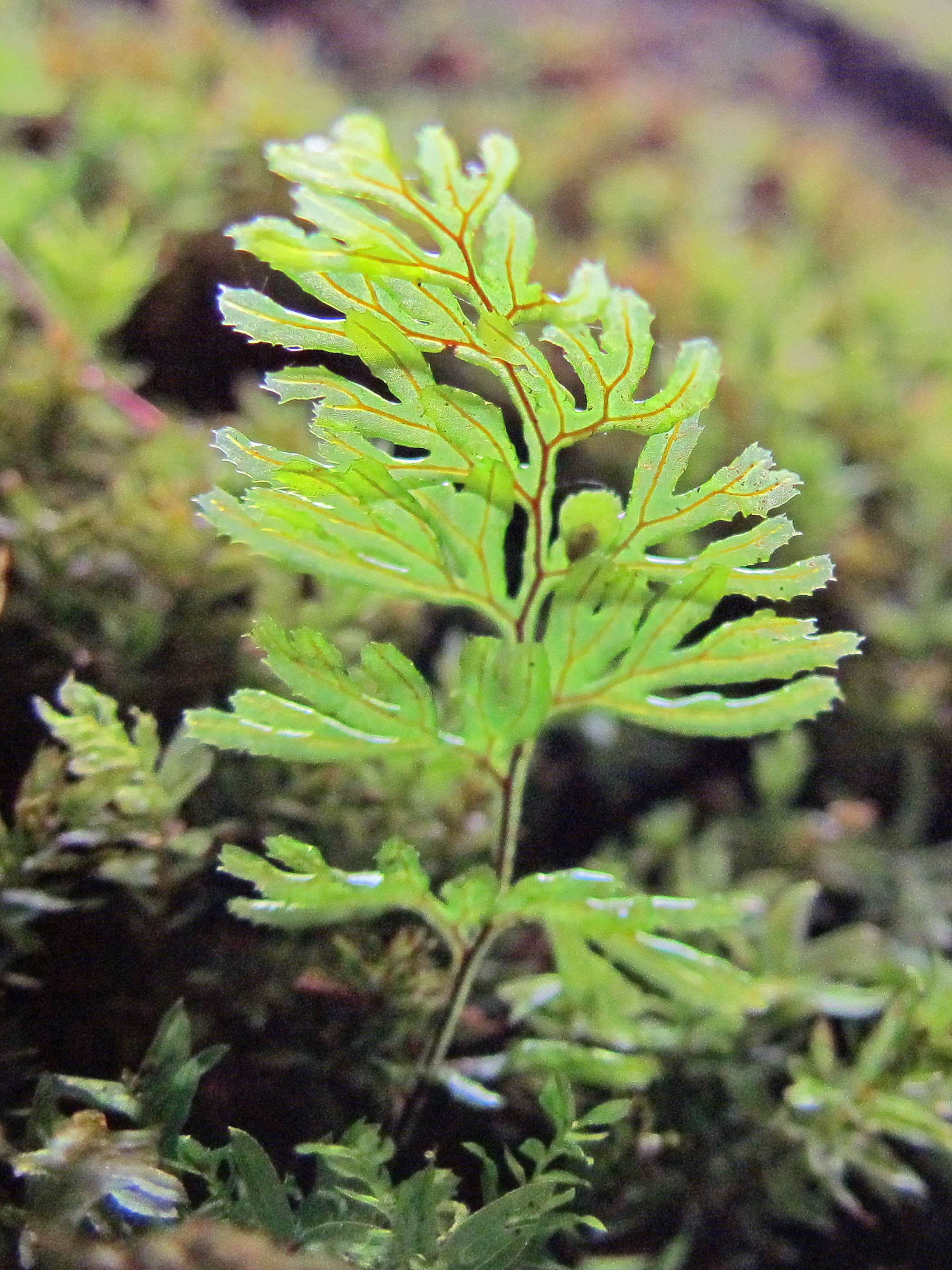
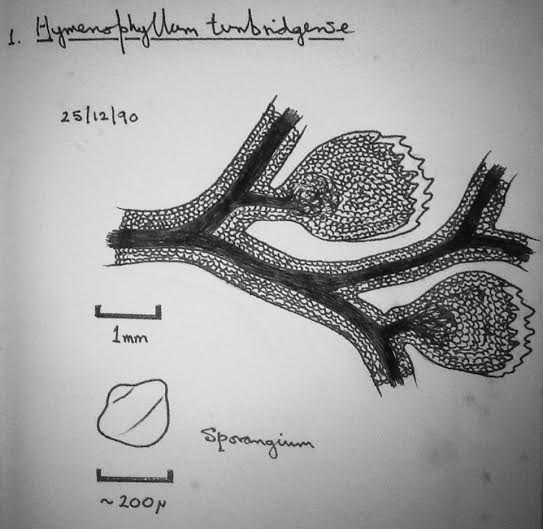
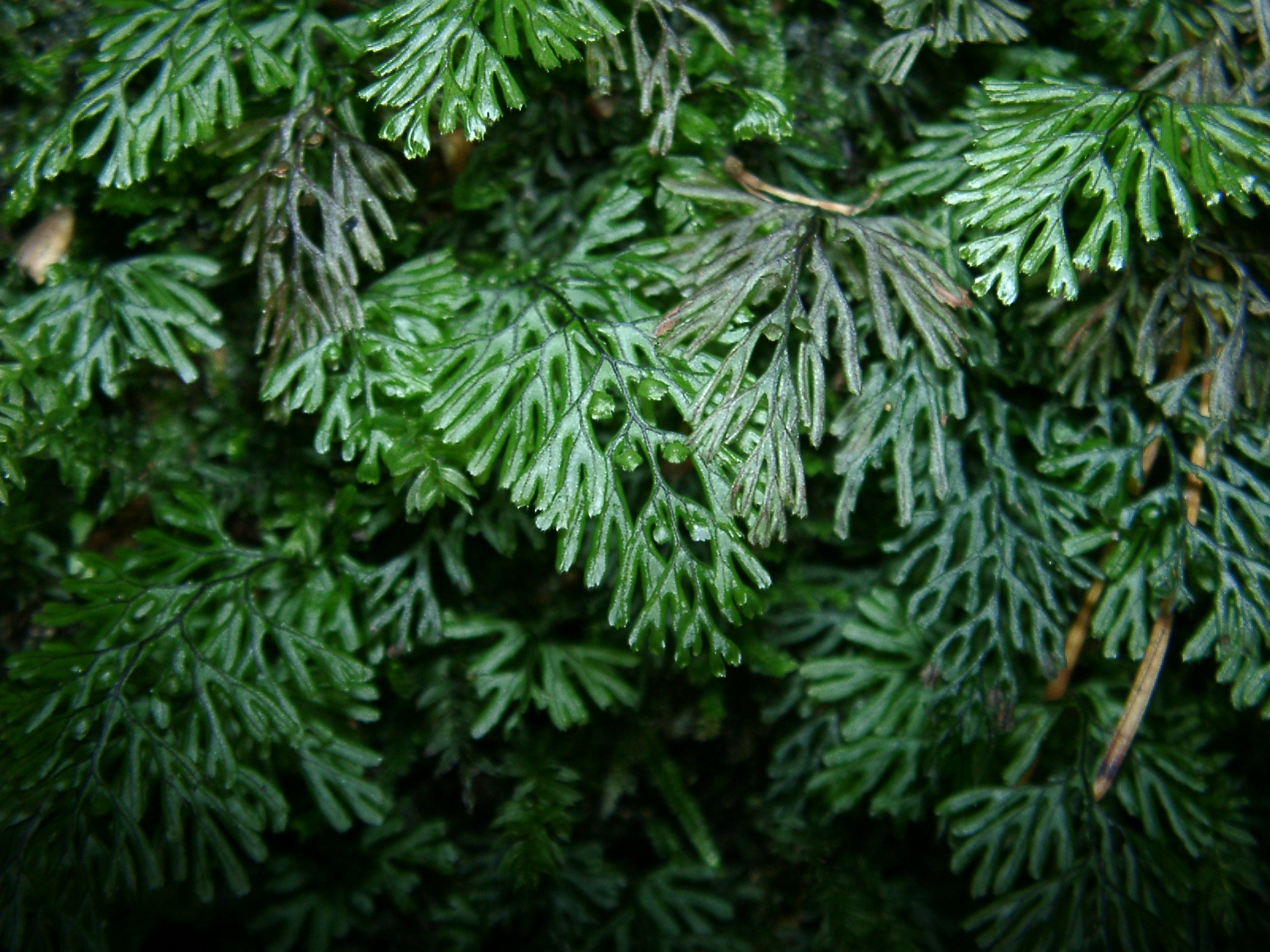